# 许启兴
许启兴（1907年—1938年），印度尼西亚华裔航空先驱、商人和百万富翁继承人。时至今日，他因调试瓦尔拉文2号而被人们铭记，这是第一架在荷属东印度（现为印度尼西亚）制造的飞机。除发展自身事业外，他还积极组织力量支援中国抗日战争。

## 生平

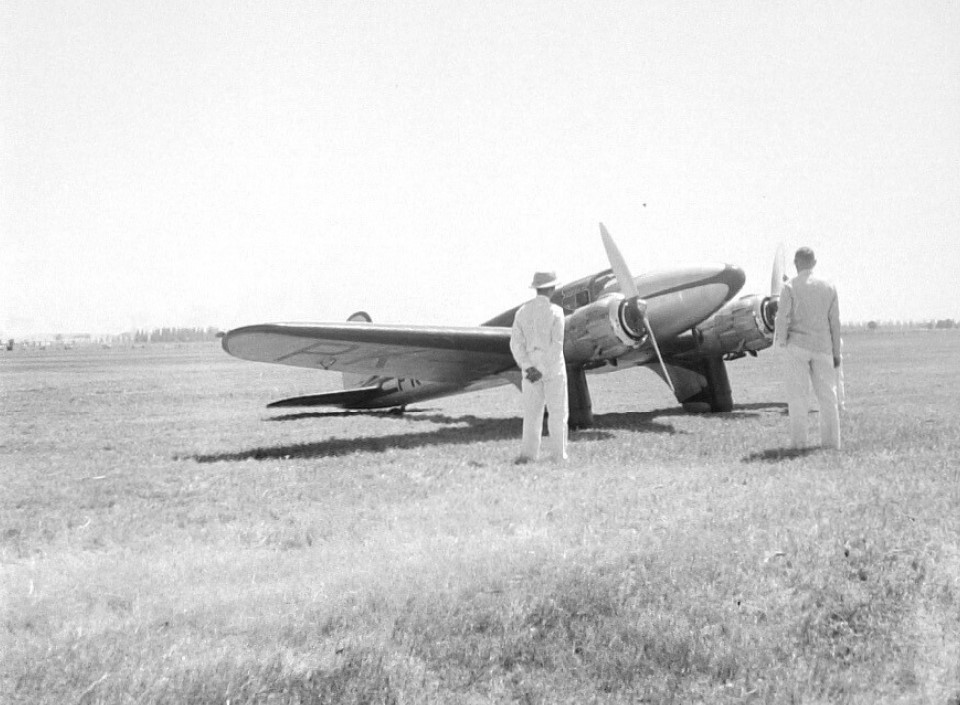
许启兴和瓦尔拉文2号（1936年10月）

许启兴于1907年8月29日出生在中爪哇文池兰，来自一个富裕的土生华人家庭。他的父亲创立了默巴布有限公司，这是荷属东印度群岛的一家牲畜、牛奶和饮料公司，而他的母亲是一位印度尼西亚原住民。他有一个妹妹许庆娘，也是著名的飞行员和商人。
他曾在马格朗的欧洲小学和日惹的印尼第一中学（MULO）学习。这两所学校在接受非欧洲背景的学生方面非常挑剔。
当许启兴意识到航空有作为其家族公司运输新鲜农产品的更有效替代方案的潜力时，他第一次对航空产生了兴趣。为此，他于1934年3月向荷兰皇家东印度陆军航空队的飞行服务技术人员劳伦斯·瓦尔拉文和艾哈迈德·本·塔利姆等人订购了一架飞机。许启兴要求他订购的飞机配备两台发动机，能够运载总重量高达130公斤的货物，并且能够长距离飞行。许启兴订购的飞机在西爪哇万隆的瓦尔拉文私人车间组装，最终于1934年底完成，当时被命名为瓦尔拉文2号。许启兴同时接受了认证飞行员培训，他是第一位获得荷兰皇家东印度陆军荷航空队飞行许可证的土生华人飞行员。他对瓦尔拉文2号非常满意，因此制定了建造飞机工厂的计划。为了获得更多的宣传，C. Terluin中尉和许启兴将这架新飞机从首都巴达维亚飞往荷兰史基浦。为期20天的旅程引起了媒体的广泛关注，从新加坡到仰光，途经加尔各答和阿勒颇，最后到达目的地，每一站都得到了广泛报道。瓦尔拉文2号抵达阿姆斯特丹史基浦机场，受到热烈欢迎；其中，印度尼西亚出生的飞机制造商、福克公司创始人安东尼·福克到场迎接许启兴和Terluin。1937年，许启兴还乘坐瓦尔拉文2号从巴达维亚飞往香港，然后继续飞往中国的广州市、南京市和上海市。在他的祖籍国，他受到了后来成为民国政府主席的蔣中正的欢迎。
为支持抗日战争，许启兴在巴达维亚举行“慈善夜市”，筹款赈济受难中国同胞。1937年，由侨领庄西言发起、名医柯全寿负责具体计划、许启兴负责筹集经费而组建的巴达维亚华侨救护队，挑选19人编队来到中国进行战地救伤工作。
1938年2月26日，许启兴在驾驶格伦·马丁506轰炸机的训练途中，在芝利利坦遇难身亡。他的遗体被埋葬在家乡中爪哇的文池兰。